# Liste der Gemeinden in Guadeloupe

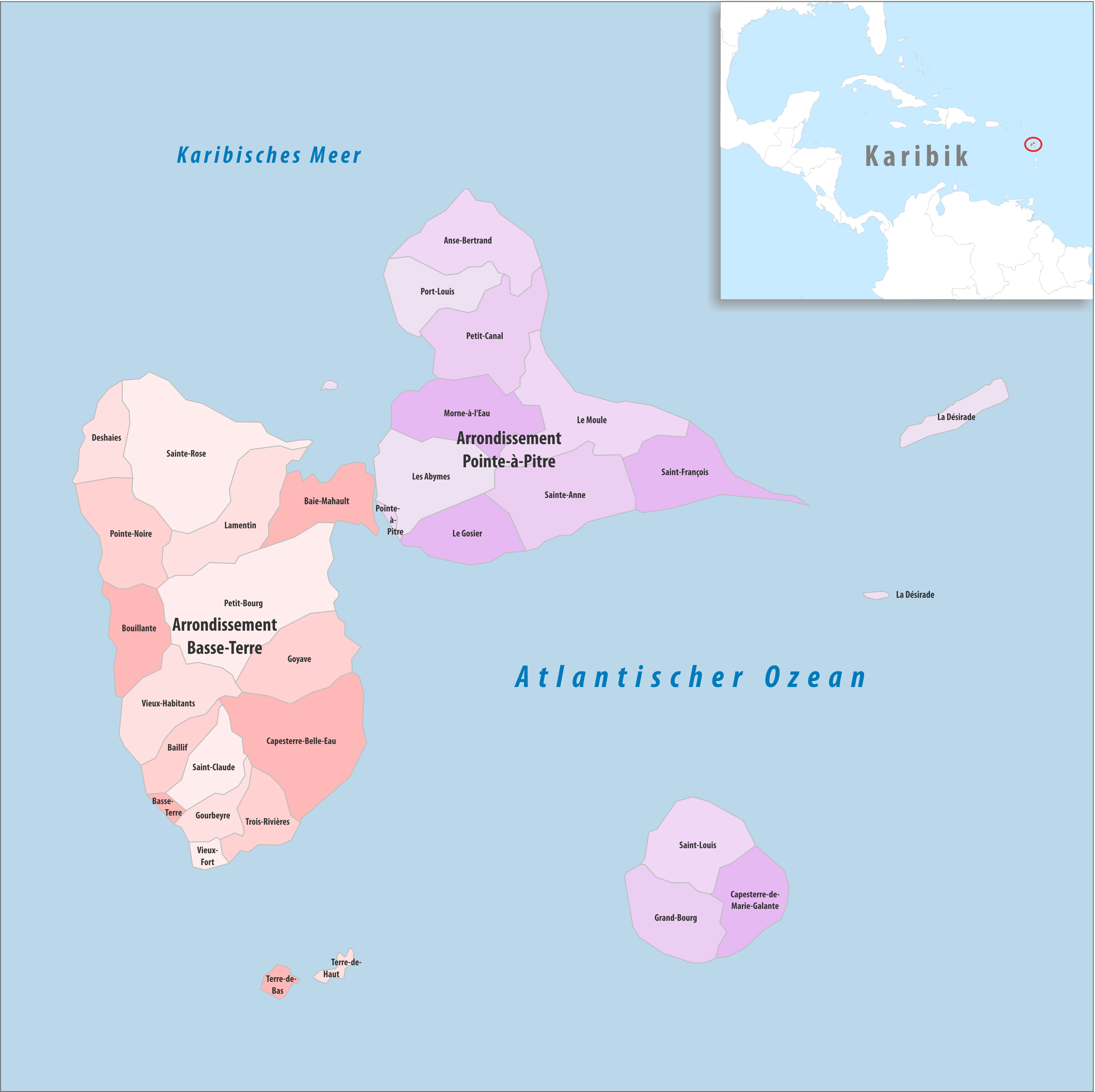
Gemeinden von Guadeloupe

Das französische Überseedépartement Guadeloupe untergliedert sich in zwei Arrondissements mit 21 Kantonen (frz. cantons) und 32 Gemeinden (frz. communes) (Stand 1. Januar 2022).
Die nachfolgende Tabelle führt alle 32 derzeitigen Gemeinden des Départements Guadeloupe in alphabetischer Reihenfolge.
| Code INSEE | PLZ         | Gemeinde                    | Einwohner (Stand 1. Januar 2022) | Fläche in km² | Einwohner je km² | Kanton seit 24. Februar 2014 Kanton bis zum 23. Februar 2014                                            | Arrondissement | Gemeindeverband      |
| ---------- | ----------- | --------------------------- | -------------------------------- | ------------- | ---------------- | --- | -------------- | -------------------- |
| 97102      | 97121       | Anse-Bertrand               | 4.232                            | 62,50         | 68               | Petit-Canal Anse-Bertrand                                                                               | Pointe-à-Pitre | Nord Grande-Terre    |
| 97103      | 97122       | Baie-Mahault                | 30.943                           | 46,00         | 673              | Baie-Mahault-1 Baie-Mahault-2 Baie-Mahault                                                              | Basse-Terre    | Cap Excellence       |
| 97104      | 97123       | Baillif                     | 4.949                            | 24,30         | 204              | Vieux-Habitants                                                                                         | Basse-Terre    | Grand Sud Caraïbe    |
| 97105      | 97100       | Basse-Terre                 | 9.419                            | 5,78          | 1630             | Basse-Terre Basse-Terre-1 Basse-Terre-2                                                                 | Basse-Terre    | Grand Sud Caraïbe    |
| 97106      | 97125       | Bouillante                  | 6.381                            | 43,46         | 147              | Sainte-Rose-1 Vieux-Habitants Bouillante                                                                | Basse-Terre    | Grand Sud Caraïbe    |
| 97107      | 97130       | Capesterre-Belle-Eau        | 17.882                           | 103,30        | 173              | Capesterre-Belle-Eau Capesterre-Belle-Eau-1 Capesterre-Belle-Eau-2                                      | Basse-Terre    | Grand Sud Caraïbe    |
| 97108      | 97140       | Capesterre-de-Marie-Galante | 3.150                            | 46,19         | 68               | Marie-Galante Capesterre-de-Marie-Galante                                                               | Pointe-à-Pitre | Marie-Galante        |
| 97111      | 97126       | Deshaies                    | 3.792                            | 31,10         | 122              | Sainte-Rose-1 Sainte-Rose-2                                                                             | Basse-Terre    | Nord Basse-Terre     |
| 97109      | 97113       | Gourbeyre                   | 7.378                            | 22,52         | 328              | Trois-Rivières Gourbeyre                                                                                | Basse-Terre    | Grand Sud Caraïbe    |
| 97114      | 97128       | Goyave                      | 7.640                            | 59,91         | 128              | Petit-Bourg Goyave                                                                                      | Basse-Terre    | Nord Basse-Terre     |
| 97112      | 97112       | Grand-Bourg                 | 4.678                            | 55,54         | 84               | Marie-Galante Grand-Bourg                                                                               | Pointe-à-Pitre | Marie-Galante        |
| 97110      | 97127       | La Désirade                 | 1.349                            | 21,12         | 64               | Saint-François La Désirade                                                                              | Pointe-à-Pitre | La Riviéra du Levant |
| 97115      | 97129       | Lamentin                    | 18.437                           | 65,60         | 281              | Lamentin                                                                                                | Basse-Terre    | Nord Basse-Terre     |
| 97113      | 97190       | Le Gosier                   | 27.205                           | 45,20         | 602              | Le Gosier Les Abymes-3 Le Gosier-1 Le Gosier-2                                                          | Pointe-à-Pitre | La Riviéra du Levant |
| 97117      | 97160       | Le Moule                    | 22.924                           | 82,84         | 277              | Le Moule Le Moule-1 Le Moule-2                                                                          | Pointe-à-Pitre | Nord Grande-Terre    |
| 97101      | 97139 97142 | Les Abymes                  | 51.760                           | 81,25         | 637              | Les Abymes-1 Les Abymes-2 Les Abymes-3 Les Abymes-1 Les Abymes-2 Les Abymes-3 Les Abymes-4 Les Abymes-5 | Pointe-à-Pitre | Cap Excellence       |
| 97116      | 97111       | Morne-à-l’Eau               | 15.839                           | 64,50         | 246              | Morne-à-l’Eau Morne-à-l’Eau-1 Morne-à-l’Eau-2                                                           | Pointe-à-Pitre | Nord Grande-Terre    |
| 97118      | 97170       | Petit-Bourg                 | 24.299                           | 129,88        | 187              | Baie-Mahault-2 Petit-Bourg                                                                              | Basse-Terre    | Nord Basse-Terre     |
| 97119      | 97131       | Petit-Canal                 | 8.206                            | 70,50         | 116              | Petit-Canal                                                                                             | Pointe-à-Pitre | Nord Grande-Terre    |
| 97120      | 97110       | Pointe-à-Pitre              | 14.855                           | 2,66          | 5585             | Pointe-à-Pitre Pointe-à-Pitre-1 Pointe-à-Pitre-2 Pointe-à-Pitre-3                                       | Pointe-à-Pitre | Cap Excellence       |
| 97121      | 97116       | Pointe-Noire                | 5.813                            | 59,70         | 97               | Sainte-Rose-1 Pointe-Noire                                                                              | Basse-Terre    | Nord Basse-Terre     |
| 97122      | 97117       | Port-Louis                  | 5.591                            | 44,24         | 126              | Petit-Canal Anse-Bertrand                                                                               | Pointe-à-Pitre | Nord Grande-Terre    |
| 97124      | 97120       | Saint-Claude                | 10.432                           | 34,30         | 304              | Basse-Terre Saint-Claude                                                                                | Basse-Terre    | Grand Sud Caraïbe    |
| 97128      | 97180       | Sainte-Anne                 | 24.415                           | 80,29         | 304              | Sainte-Anne Saint-François Sainte-Anne-1 Sainte-Anne-2                                                  | Pointe-à-Pitre | La Riviéra du Levant |
| 97129      | 97115       | Sainte-Rose                 | 17.494                           | 118,60        | 148              | Sainte-Rose-1 Sainte-Rose-2 Sainte-Rose-1 Sainte-Rose-2                                                 | Basse-Terre    | Nord Basse-Terre     |
| 97125      | 97118       | Saint-François              | 13.249                           | 61,00         | 217              | Saint-François                                                                                          | Pointe-à-Pitre | La Riviéra du Levant |
| 97126      | 97134       | Saint-Louis                 | 2.594                            | 56,28         | 46               | Marie-Galante Saint-Louis                                                                               | Pointe-à-Pitre | Marie-Galante        |
| 97130      | 97136       | Terre-de-Bas                | 895                              | 6,80          | 132              | Trois-Rivières Les Saintes                                                                              | Basse-Terre    | Grand Sud Caraïbe    |
| 97131      | 97137       | Terre-de-Haut               | 1.479                            | 6,00          | 247              | Trois-Rivières Les Saintes                                                                              | Basse-Terre    | Grand Sud Caraïbe    |
| 97132      | 97114       | Trois-Rivières              | 7.519                            | 31,10         | 242              | Trois-Rivières                                                                                          | Basse-Terre    | Grand Sud Caraïbe    |
| 97133      | 97141       | Vieux-Fort                  | 1.730                            | 7,24          | 239              | Trois-Rivières                                                                                          | Basse-Terre    | Grand Sud Caraïbe    |
| 97134      | 97119       | Vieux-Habitants             | 7.040                            | 58,70         | 120              | Vieux-Habitants                                                                                         | Basse-Terre    | Grand Sud Caraïbe    |

Ehemalige Gemeinden, die am 22. Februar 2007 von Guadeloupe abgespaltet wurden und jeweils den Status einer überseeischen Gebietskörperschaft (collectivité d’outre-mer) verliehen bekommen haben:
| Code INSEE | Code Postal | Gemeinde         |
| ---------- | ----------- | ---------------- |
| 97123      | 97133       | Saint-Barthélemy |
| 97127      | 97150       | Saint-Martin     |